# Butyl acrylat
Butyl acrylat là một hóa chất được sử dụng trong sản xuất.

## Ứng dụng
Butyl acrylat được sử dụng trong sơn, chất trám, chất phủ, chất kết dính, nhiên liệu, dệt, chất dẻo, và vữa.

## Hóa sinh
Butyl acrylate được chuyển hóa bởi carboxylesterase hoặc các phản ứng với glutathione; quá trình giải độc này tạo ra acid acrylic, butanol, và chất thải acid mercapturic, được bài tiết qua nước tiểu, phân, và dưới dạng carbon dioxide.

## Sản xuất
Butyl acrylate có thể được sản xuất trong một vài phản ứng. Acetylen, 1-butyl alcohol, carbon monoxide, nicken carbonyl và acid hydrochloric có thể phản ứng để tạo ra butyl acrylat. Một tổng hợp khác của butyl acrylate liên quan đến phản ứng butanol với methyl acrylat hoặc acid acrylic.

## Độ an toàn
Butyl acrylat rất dễ phản ứng và polymer hoá một cách dễ dàng khi tiếp xúc với nhiệt hoặc peroxide; do đó, các chế phẩm thương mại có thể chứa chất ức chế trùng hợp. Nó phản ứng dễ dàng với acid mạnh và base, amin, halogen, hợp chất hydro, và chất oxy hóa. Butyl acrylat được chỉ định là chất lỏng dễ cháy thứ II. Butyl acrylat có thể được ổn định bằng hydroquinone hoặc hydroquinone ethyl ether.
Có thể phơi nhiễm butyl acrylat qua việc hít vào, hấp thụ da, nuốt, hoặc tiếp xúc bằng mắt. Các triệu chứng phơi nhiễm bao gồm kích ứng mắt, da, và đường hô hấp trên; Viêm da nhạy cảm; hoại tử giác mạc; buồn nôn; nôn; bệnh tiêu chảy; đau bụng; ho; viêm họng; phù phổi; và khó thở.